# Ньюман, Питер (эколог)
Питер Ньюман (Peter William Geoffrey Newman; род. 20 августа 1945, Перт, Австралия) — австралийский учёный-эколог, специалист по глобальному городскому проектированию и устойчивому транспорту.
Доктор философии, заслуженный профессор Curtin University, прежде профессор Murdoch University, фелло Australian Academy of Technology and Engineering (2009).
Награждён орденом Австралии (2014).

## Биография
Окончил с отличием Университет Западной Австралии (бакалавр) и там же получил степень доктора философии.
В 1973/4 г. постдок в Стэнфорде.
С 1974 по 2007 год преподаватель Murdoch University: лектор, с 1980 года старший лектор, с 1987 года ассоциированный профессор, с 1993 года профессор.
C 2008 года профессор Curtin University, ныне заслуженный именной (John Curtin Distinguished Professor), основатель его Института политики устойчивого развития (CUSP), учреждённого в 2008 году.
Также преподавал в Университете Пенсильвании в 1990-х и в Национальном университете Сингапура в 2010—2013 годах.
Входил в совет Infrastructure Australia.
Шеф-редактор журнала Sustainable Earth.
Автор более 350 статей и 20 книг.
Ведущий автор МГЭИК.
Соавтор Джеффри Р. Кенуорти (Jeff Kenworthy).

### Награды и отличия
- Медаль Столетия (2003?4)
- Fulbright Senior Scholar (2006/7)
- Lifetime Achievement Award, Sustainable Transport Coalition (2007)
- Введен в Зал славы Sustainable Energy Association (в числе первых таковых, 2011)
- Glenfiddich Pioneer Award for Sustainable Cities (2011)
- Sidney Luker Memorial Medal, Planning Institute Australia[англ.] (2011)
- Учёный 2018 года, Western Australian Premier’s Science Awards[7]

Награждён орденом Австралии (2014).

## Книги
- Cities and Automobile Dependence (1989)
- Urban Planning in Europe (Routledge, 1996)
- Governance of Europe’s City Regions (Routledge, 2002)
- Green Urbanism Down Under (2009)
- Resilient Cities: Responding to Peak Oil and Climate Change (2009)
- World Tourism Cities (Routledge, 2009, edited with Robert Maitland)
- Planning World Cities (Palgrave, 2nd Edition, 2011)
- Green Urbanism in Asia (2013)
- China Architecture and Building Press (Beijing, 2013)
- The End of Automobile Dependence: How Cities are Moving Beyond Car-Based Planning (2015)
- Resilient Cities: Overcoming Fossil Fuel Dependence (2017)